# Marry the Night
Marry the Night és el cinquè senzill del segon àlbum d'estudi anomenat Born This Way, de la cantant americana Lady Gaga. Va ser estrenat el dia 15 de novembre de 2011.

## Llista de cançons
- Digital download

1. "Marry the Night" – 4:25

- Born This Way (Bonus Track Version)

1. "Marry the Night" (Zedd Remix) – 4:21

- Born This Way – The Remix

1. "Marry the Night" (Totally Enormous Extinct Dinosaurs Remix)